# Монтаньяреале
Монтаньяреале (італ. Montagnareale, сиц. Muntagnariali) — муніципалітет в Італії, у регіоні Сицилія,  метрополійне місто Мессіна.
Монтаньяреале розташоване на відстані близько 470 км на південний схід від Рима, 140 км на схід від Палермо, 55 км на захід від Мессіни.
Населення — 1621 особа (2014).

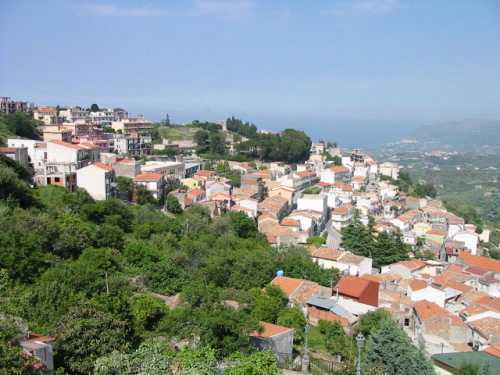

Щорічний фестиваль відбувається 17 січня. Покровителі — святий Антоній Великий.

## Демографія
Населення за роками:

Станом на 1 січня 2023 року в муніципалітеті офіційно проживало 20 іноземців з 9 країн, серед них 12 громадян країн Євросоюзу.

## Сусідні муніципалітети
- Джоїоза-Мареа
- Лібрицці
- Патті
- Сант'Анджело-ді-Броло